# Колыванский хребет
Колыванский хребет — горный хребет на северо-западе Алтайских гор, в Алтайском крае России.
Богат полезными ископаемыми, которые начали разрабатываться в 1-м тысячелетии до н.э. Афанасьевцами. Позднее с приходом Русских в южную Сибирь и на Алтай началась разработка и добыча ископаемых  А. Демидовым в XVII веке в Змеиногорске и Колывани.

## Общая характеристика
Массив Колыванского хребта — это низкогорный хребет (от 600 до 800 м) в пределах Предалтайской равнины. Горы с вершинами выше тысячи метров: Чеснокова (Третьяковский р-он) 1001м., Северный Камень (1002 м), Маячная (1005 м), Слюдянка (1009 м), Поперечная (1011 м), Чеснокова (Курьинский р-он) 1015 м, Мохнато-Гладкая (1077 м), Россыпуха (1091 м), Ревнюха (1111 м) и др. , и наивысшей точкой — горой Синюха (1210 м). Расположен на территории Змеиногорского, Курьинского, Третьяковского и Краснощёковского районов Алтайского края. Длина хребта около 100 км. Хребет служит водоразделом для рек Алей и нижнего притока реки Чарыш, реки Белой. Река Белая является естественной границей Колыванского и Тигирекского хребтов. 

## Геология и тектоника
Геологическое формирование территории Горного Алтая длилось в течение 2 млрд лет. Современный рельеф равнинной части северного края — это окраина Западно-Сибирской платформы или плиты, которая является относительно молодой с точки зрения геологии. На востоке и юге края находятся разновозрастные тектонические структуры горных сооружений.
На востоке и юго-востоке территории края сформировалась. Юго-западная часть Алтае-Салаирской складчатой системы сопряжена с тектоническими структурами Западного Алтая, где земная кора имеет трехслойное строение. Её мощность под горными структурами возрастает и доходит до 50-55 км.
Геологический морской период закончился вместе с активным действием вулканов. В этот период формировались вулканогенно-осадочные и метаморфические толщи пород. Около полутора миллиардов лет назад на месте бывшего моря находилось обширное подводное вздутие из известковых и известково-кремнистых слоев пород.
Известково-кремнистые породы с остатками морских организмов, кварциты и интрузивные граниты, диориты и габбро слагают сегодня скалистые уступы северного фаса Алтая (Плешивая гора и скалы Макарьевки, Мохнатая гора и Синюха, скалы Церковка и Четыре Брата).

Горы Колыванского хребта характеризуются преобладанием следующих пород: гранит, сланцы, лавы и туф. На территории хребта находятся месторождения полиметаллических руд , яшм, порфиритов, кварцитов.

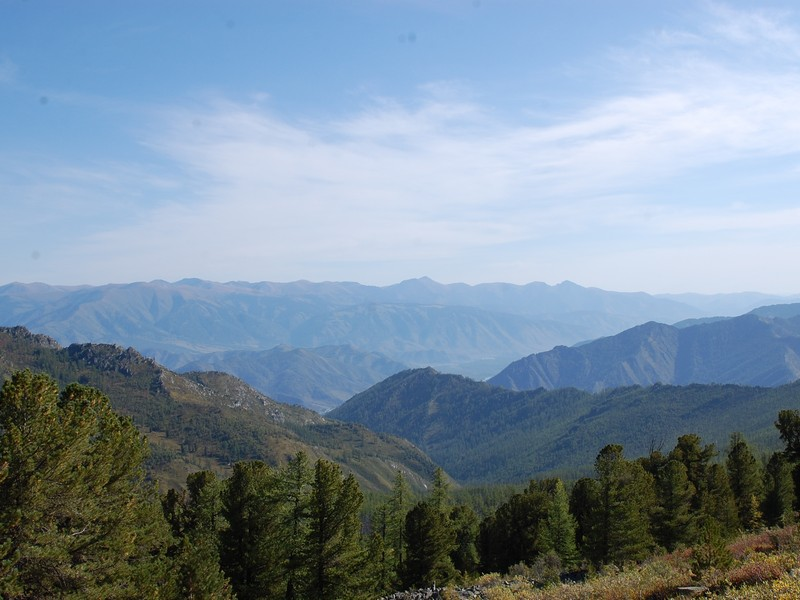
Горы древнего Алтая
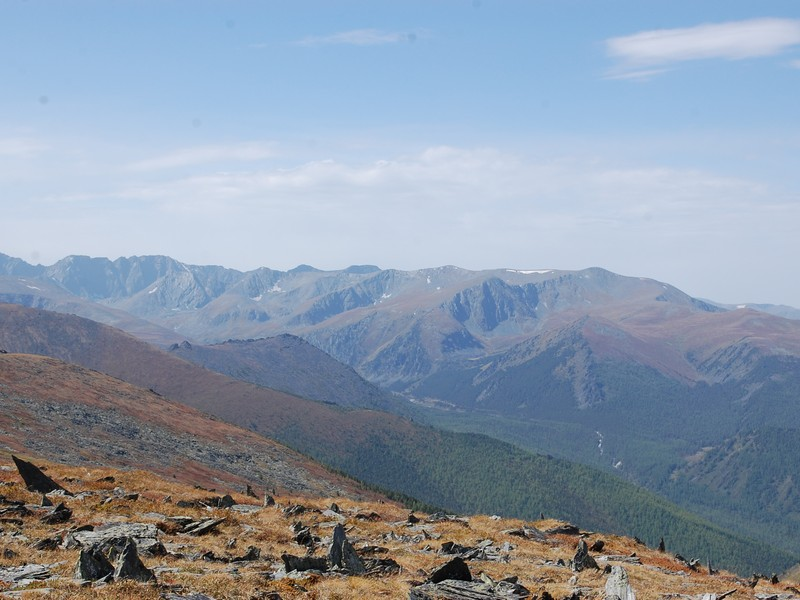
Алтай
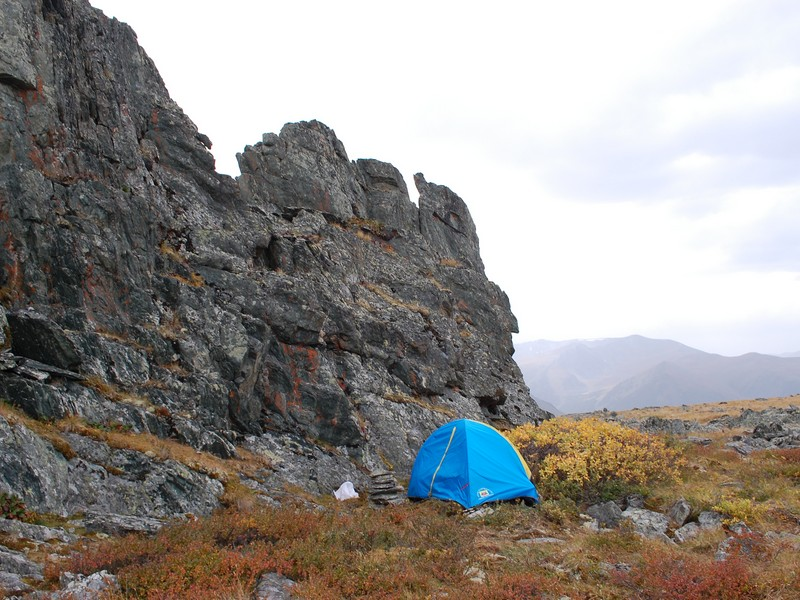
Туристы на Колыванском хребте
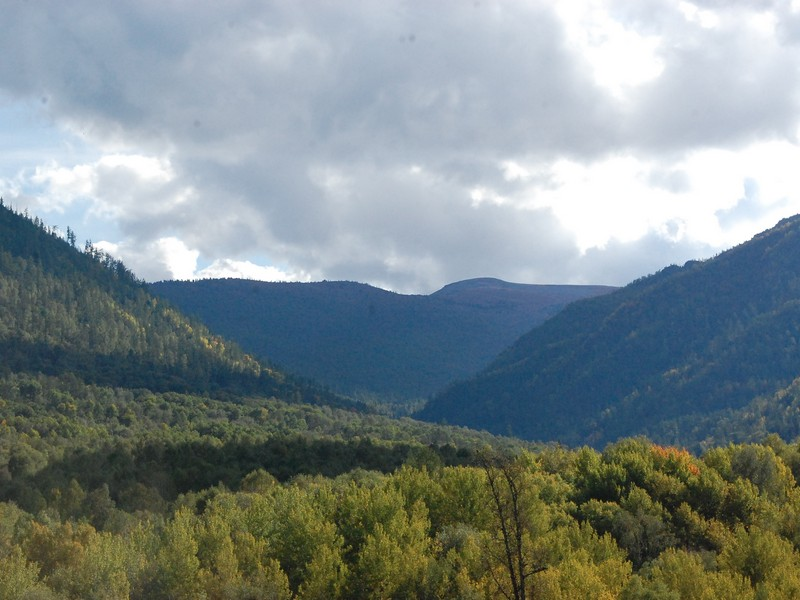
Лес на Колыванском хребте

## Рельеф
Рельеф в алтайских предгорьях разнообразный. Для Колыванского хребта характерно соединение низкогорья и частично среднегорья вперемежку с древними межгорными долинами. На юге преобладает низкогорный рельеф, который поднимается над равниной на высоту до 500 м. Постепенно южнее горы становятся среднегорными хребтами с вершинами до 1000 и более метров.
Склоны низкогорного Колыванского хребта Алтайского края пологие, куполовидные древние вершины с останцовыми скалами носят признаки характерного существенного разрушения вследствие эрозии ледников, ветра и водных потоков.
Разрушение горных пород под воздействием мороза и жары, атмосферных осадков, ветра и текучих вод сильно расчленяет рельеф предгорий. Природная стихия разрушает, измельчает поверхность осадочных пород и уносит их со склонов. В результате природного процесса обнажаются гранитные, мраморные, порфиритовые, диоритовые останцы. С вершин гор обломочные материалы скатываются осыпями и скапливаются у подножия.
На восточных и северных склонах преобладают леса преимущественно из осины и пихты, реже встречаются сосновые леса. На западе и юге они сменяются кустарниками и луговыми разнотравно-ковыльными степями.

## Гидрография
Обилие атмосферных осадков на предгорных и горных участках Колыванского хребта, а также белки на горных вершинах создают условия для густой гидрографической сети. В горах формируется множество рек, ключей и родников, пресных водотоков, ручьев, горных карстовых и ледниковых озёр.
На Колыванском хребте берут начало такие реки, как Белая (впадает в Чарыш), находится одноимённое Белое озеро, которое лежит в широкой котловине Колыванского хребта на высоте около 530 метров н. у. м., множество небольших озёр, на хребте также располагается памятник природы федерального значения — Колыванское озеро.
Мягкие формы рельефа оказывают влияние на характер течения рек. Например, река Белая в среднем и нижнем течении имеет незначительный уклон и слабое течение.

## Климат
Климатические условия предгорных территорий Алтая умеренные, соответствуют континентальным. Присутствует большой перепад количества солнечного света и тепла в течение года. Антициклональная погода способствует тому, что в зимний период территория предгорий сильно выхолаживается, зато летом они прогреваются достаточно хорошо. Описание климатических условий, которые были бы характерны для всех территорий Колыванского хребта, отсутствует, так как даже в расположенных рядом населённых пунктах погодные условия могут быть разными. Это обусловлено разным расположением районов относительно долин, водоразделов, уступов и горных склонов.
По количеству солнечной радиации территория Алтайских предгорий иногда превосходит известные крымские курорты. Южнее в горных отрогах облачность становится сильнее и осадков выпадает больше — до 800—900 мм в год. В предгорьях много дней с зимними снегопадами.
Средние температуры зимой колеблются от −15°С, до −20°С, в январе минимальная температура может опускаться до −50°С (при условии вторжения холодного арктического воздуха). Сухие теплые ветра с Иранского нагорья и Центральной Азии летом значительно смягчают климат предгорий. Средние июльские температуры +18°С, +20°С и могут повышаться во время преобладания южных ветров до +38°С. Влажные циклоны приходят с западных берегов Атлантики и приносят обильные дожди при порывистом ветре и грозах.
Для переходных сезонов года характерны, вызванные арктическим воздухом, заморозки и резкие похолодания. Весна в Алтайский край надвигается с юго-запада, вместе с теплыми ветрами из Казахстана, дующими именно с предгорных территорий. Снег с гор сходит очень быстро, чему способствуют сухие юго-западные ветра. Осенью рано наступают первые заморозки, после чего обычно вновь следует период ясной теплой погоды, так называемое «бабье лето». Затем дуют холодные ветра, идут промозглые осенние дожди.

## Природа
Хребет характерен разнообразием флоры. Здесь можно увидеть все виды растений, которые являются традиционными для Азиатского региона, Казахстана, а также для Европейской части России. Территорию горной цепи можно поделить на тайгу, степь, тундру и луга. Каждая зона соответствует характерной растительности и фауне. Яркими представителями животного мира являются медведи, соболи, косули, маралы, лисы, росомахи, горностаи и другие животные. Здесь же обитают и редкие ирбисы, а также красные волки и горные козлы.

## Туризм
На территории Колыванского хребта находится много уникальных археологических памятников (Горная Колывань) и природных туристических объектов.
Памятник природы «Колыванский борок» имеет статус ООПТ регионального значения. Находится в отрогах Колыванского хребта, в окрестностях села Колывань. Площадь 9462 га, создан в 1998 г.
Назначение памятника природы:
- охрана ценофонда (охрана сообществ соснового леса);
- научное (представляет интерес с точки зрения лесоведения и ботаники);
- ресурсоохранное;
- рекреационное (место отдыха);
- учебное (место проведения экскурсий);
- эстетическое (наличие живописных ландшафтов)[13].

Одна из самых высоких вершин Колыванского хребта — гора Синюха с высотой 1210 метров и склонами, покрытыми девственным лесом. При разряжённом воздухе они издали имеют синеватый оттенок и словно укрыты голубоватой дымкой. Гора вызывает неизменный интерес у туристов.
Из небольших озёр самое известное — Моховое озеро, памятник природы регионального значения: небольшая зеркальная гладь чистейшей воды лежит среди гранитных скал и соснового бора на склоне г. Синюха.